# Ouders van Nu
Ouders van Nu is een tijdschrift, en later ook een merknaam waaronder het tijdschrift, een website, app en ook een onlineshop vallen. De doelgroepen van dit merk zijn aanstaande ouders en ouders met kleine kinderen. Sinds 2019 is het merk eigendom van DPG Media Magazines.

## Geschiedenis
Het tijdschrift is als opvolger van het blad Straks in 1967 opgericht als vakblad voor ouders. Op 26 september 1967 verscheen de eerste uitgave.
De initiatiefnemers voor het blad waren de artsen J.H Uit den Bogaard (eindredacteur), J. Euwema en M. van Beugen. Uitgever was het bedrijf Zomer en Keuning uit Wageningen. In het begin richtte het tijdschrift zich naast baby’s ook op pubers met daarbij onderwerpen als roken en uitgaan. In 1969 werd de uitgeverij en daarmee het maandblad eigendom van het Kluwer concern.
In 1971 kreeg het blad voor het eerst een hoofdredacteur: Psychologe Rita Kohnstamm. Onder haar leiding werd in 1973 de rubriek Man, vrouw, samenleven geplaatst in het tijdschrift met aandacht voor emancipatie, de rolverdeling in het huishouden en homoseksualiteit bij kinderen. Ook werd in 1973 door de redactie een ander blad uitgebracht, School genaamd, om aandacht te geven aan de verschillen tussen opvoeding thuis en opvoeding op school.
In 1985 stopte hoofdredacteur Kohnstamm, zij kreeg binnen de Kluwer organisatie een andere functie. Kort daarna, in augustus 1986, werd bekend dat het VNU concern de nieuwe eigenaar zou worden van het tijdschrift.
in 1993 kwam het tijdschrift in het nieuws nadat bleek dat een complete jaargang van het tijdschrift de basis bleek voor het proefschrift Deskundigen en Ouders van Nu van drs van Lieshout die hiermee promoveerde.
In 2013 besloot toenmalig eigenaar Sanoma om het maandblad samen te voegen met alle andere zogeheten 'parenting merken' die de uitgever rijk was. Het ging hierbij om onder andere de website jongegezinnen.nl, zwanger- en babyboxen en het magazine Kinderen. Samen zou dit een 'crossmediaal platform' moeten worden onder de merknaam Ouders van Nu.
Na de reorganisatie werd in 2015 in samenwerking met SBS een nieuw kanaal gestart onder de naam Kijk ouders van nu en bracht het bedrijf een nieuw magazine uit: Naar school.
In 2019 werd het platform verkocht aan DPG Media Magazines.

## Maatschappelijke betrokkenheid
In 2015 kwam het tijdschrift in het nieuws na een zogenaamde 'papa-petitie' waarmee werd gepleit voor een langer kraam- en ouderschapsverlof voor vaders/partners. Meer dan 40.000 mensen zetten destijds hun handtekening onder de petitie. Ook met de campagne Goed onderwijs, ik teken ervoor! (2020) kwam de organisatie in het nieuws om de acties in het onderwijs te steunen.
Eerder zette Ouders van Nu zich ook al in voor verruiming van de wet voor meervoudig ouderschap.

## Columnisten en auteurs
In de loop der jaren is er samengewerkt met verschillende (bekende) columnisten, bloggers en opvoedkundigen onder wie:
- Naomi van As
- Tischa Neve
- Steven Pont
- Jan Versteegh
- Lisa Wade
- Jelka van Houten